# スミスネズミ
スミスネズミ (Craseomys smithii) は、哺乳綱齧歯目キヌゲネズミ科タイリクヤチネズミ属に分類される齧歯類。

## 分布
日本（新潟県・福島県以南の本州、四国、九州、島後島）固有種
模式標本の産地（基準産地・タイプ産地・模式産地）は神戸市。大規模な山塊に沿って分布し、紀伊半島南部・島根半島・知多半島・房総半島・三浦半島・鰐塚山地・弥彦山などには分布しない。県別では1992年の時点で茨城県と千葉県では確認例がなく、このうち千葉県に分布しないのは沖積平野によって分布が遮断されているためと考えられている。

## 形態
頭胴長（体長）7 - 11.5センチメートル。尾長3 - 5センチメートル。体重20 - 35グラム。南部個体群の方がより大型になる。ヤチネズミとの識別形態として尾の比率（40 - 50 %）が用いられたことがあるが、成長に伴い比率が小さくなるため有効ではない。
乳頭数は4 - 6個。乳頭式は0 + 0 + 2 = 4の鼠蹊部2対で計4個か、1 + 0 + 2 = 6の胸部1対と鼠蹊部2対で計6個

## 分類
種小名smithiiは、模式標本を採集したリチャード・ゴードン・スミスへの献名。
乳頭数や無歯根であることからビロードネズミ属Eothenomysとする説、Anteliomys属、本種とヤチネズミでスミスネズミ属Phaulomysを構成する説などがあった。一方でこれらの分類にあたり、他種との十分な比較が行われていないという問題点もあった。分子系統解析からタイリクヤチネズミ属Craseomysに分類する説が有力とされる。
乳頭数や陰茎骨の形状が異なることから、中部地方以北の個体群をカゲネズミEothenomys kageusとする説もあった。一方でこれらの識別形態は地域変異ではなく同一地域でも見られる多型であること、本種とカゲネズミでは交雑も可能で交雑個体でも繁殖が可能であること（捻性がある）、乳頭数は左右で対にならない個体もいて繁殖状態によっても変異がある。そのためカゲネズミは、本種のシノニムとする説が有力とされる。 

## 生態
標高2,400メートル以下（山麓の裾であれば低標高でも）の山地にあるササ類が密生したカラマツからなる松林・落葉樹林・照葉樹林・混交林などに生息するが、カラマツ・スギ・ヒノキの植林地や山に接した水田やミカン畑、石垣などでも見られる。日当たりが悪く湿潤で下生えが密生し、腐植質が厚く堆積した環境を好む。
ウワミズザクラ・ミズキ・ヤマビワなどの果実などを食べる。夏季には主に植物の葉を食べる。山中湖畔で採取された胃の内容物からは落葉樹の細片、草本の茎、イネ科植物の表皮が発見された例がある。捕食者はイタチ類、フクロウ類、ニホンマムシ、ジムグリなどが挙げられ、イタチ類の糞から体毛や骨片が発見された例もある。
繁殖期には地域変異があり、本州中部以北の亜高山帯では春季から秋季、四国や広島以西の低地では秋季から春季、四国の亜高山帯では春季と秋季1回に1 - 4頭（主に2 - 3頭）の幼獣を産む。